# Дубынин, Николай Михайлович
Николай Михайлович Дубынин (1919—2002) — старший сержант Рабоче-крестьянской Красной Армии, участник Великой Отечественной войны, Герой Советского Союза (1945).

## Биография
Николай Дубынин родился 19 апреля 1919 года в деревне Алексеево (ныне — Братский район Иркутской области) в крестьянской семье. После окончания начальной школы работал в колхозе, затем стал заведующим отделением почты в селе Кобляково. В октябре 1939 года Дубынин был призван на службу в Рабоче-крестьянскую Красную Армию. Участвовал в советско-финской войне, был ранен. Окончил снайперскую школу в Славгороде[уточнить], затем школу парашютистов-десантников. С июня 1941 года — на фронтах Великой Отечественной войны. Участвовал в боях в Белорусской ССР, Смоленском сражении. В бою на Бородинском поле получил тяжёлую контузию. После излечения участвовал в освобождении Смоленской области, в том числе непосредственно Смоленска, Белорусской ССР, Польши. К апрелю 1945 года старший сержант Николай Дубынин был исполняющим обязанности командира взвода 87-го отдельного понтонно-мостового батальона 65-й армии 2-го Белорусского фронта. Отличился во время форсирования Одера.
20 апреля 1945 года Дубынин со своим взводом за полтора часа, несмотря на массированный огонь вражеских пулемётов и миномётов, собрал понтоны для парома и приступил к переправе через реку советских войск к югу от Штеттина. Паром три раза получал повреждения, но Дубынину всегда удавалось исправить их. В тот день он совершил 33 рейса. За 3 суток взвод Дубынин переправил большое количество артиллерии, танков, боеприпасов. Когда один из понтонных расчётов был в полном составе выведен из строя, Дубынин несколькими шинелями заткнул пробоины в пароме и успешно доставил на западный берег очередную группу бойцов. В обратном рейсе Дубынин доставил раненых.
Указом Президиума Верховного Совета СССР от 29 июня 1945 года за «образцовое выполнение боевых заданий командования на фронте борьбы с немецкими захватчиками и проявленные при этом мужество и героизм» старший сержант Николай Дубынин был удостоен высокого звания Героя Советского Союза с вручением ордена Ленина и медали «Золотая Звезда» за номером 5554.
За время войны Дубынин два раза был контужен и ещё три раза ранен. Участвовал в Параде Победы. В 1945 году он был демобилизован. Проживал в селе Тарма Братского района Иркутской области, в 1985 году переехал в Братск. Участвовал в Параде, посвящённом 50-летию Победы. Умер 11 августа 2002 года, похоронен на ветеранском кладбище в Братске. Являлся последним Героем Советского Союза, жившим в Иркутской области.
Был также награждён орденами Красного Знамени, Отечественной войны 1-й и 2-й степеней, Красной Звезды, Славы 3-й степени, рядом медалей.
В честь Дубынина назван переулок в Братске.